# مینی‌اویل (ویرجینیا)
مینی‌اویل (به انگلیسی: Minnieville) یک منطقهٔ مسکونی در ایالات متحده آمریکا است که در شهرستان پرنس ویلیام، ویرجینیا واقع شده‌است.